# Ann Grant
Ann-Mary Gwynne Grant (* 6. Mai 1955 in Sailsbury als Ann-Mary Gwynne Fletcher) ist eine ehemalige simbabwische Hockeyspielerin.

## Biografie
Ann Grant war von 1974 bis 1980 simbabwische Nationalspielerin. Aufgrund des Boykotts vieler Nationen bei den Olympischen Sommerspielen 1980 in Moskau gab es keinen afrikanischen Vertreter beim Hockeyturnier der Damen. Eine Woche vor Beginn stellte Simbabwe eine Mannschaft zusammen, der auch Ann Grant als Kapitänin angehörte. Zur Überraschung aller wurde die Mannschaft Olympiasieger.
Grants Brüder Duncan und Allen Fletcher waren beide Cricketspieler.